# 井田神社 (沼津市)
井田神社（いたじんじゃ）は、静岡県沼津市井田（いた）にある神社。

## 概要
大瀬崎（おせざき）と戸田（へだ）地区・御浜岬（みはまみさき）の狭間にある、井田（いた）地区の東部内陸に鎮座している。
創建は不詳だが、同名の式内社である井田神社（いたじんじゃ）に比定され、『伊豆国神階帳』にも「従四位上 ゐたの明神」と記されている古社である。
明治6年（1873年）に村社に列する。

## 祭神
- 大国主命